# Laura Bruschini
Laura Bruschini (Lecco, 26 de agosto de 1966) es una deportista italiana que compitió en voleibol, en la modalidad de playa.
Ganó cinco medallas en el Campeonato Europeo de Vóley Playa entre los años 1996 y 2000. Participó en los Juegos Olímpicos de Sídney 2000, ocupando el quinto lugar en el torneo femenino.

## Palmarés internacional
| Campeonato Europeo | Campeonato Europeo         | Campeonato Europeo | Campeonato Europeo |
| Año                | Lugar                      | Medalla            | Pareja             |
| ------------------ | -------------------------- | ------------------ | ------------------ |
| 1996               | Pescara (Italia)           | Medalla de bronce  | Annamaria Solazzi  |
| 1997               | Roma (Italia)              | Medalla de oro     | Annamaria Solazzi  |
| 1998               | Rodas (Grecia)             | Medalla de bronce  | Annamaria Solazzi  |
| 1999               | Palma de Mallorca (España) | Medalla de oro     | Annamaria Solazzi  |
| 2000               | Bilbao (España)            | Medalla de oro     | Annamaria Solazzi  |